# Karmeltazit

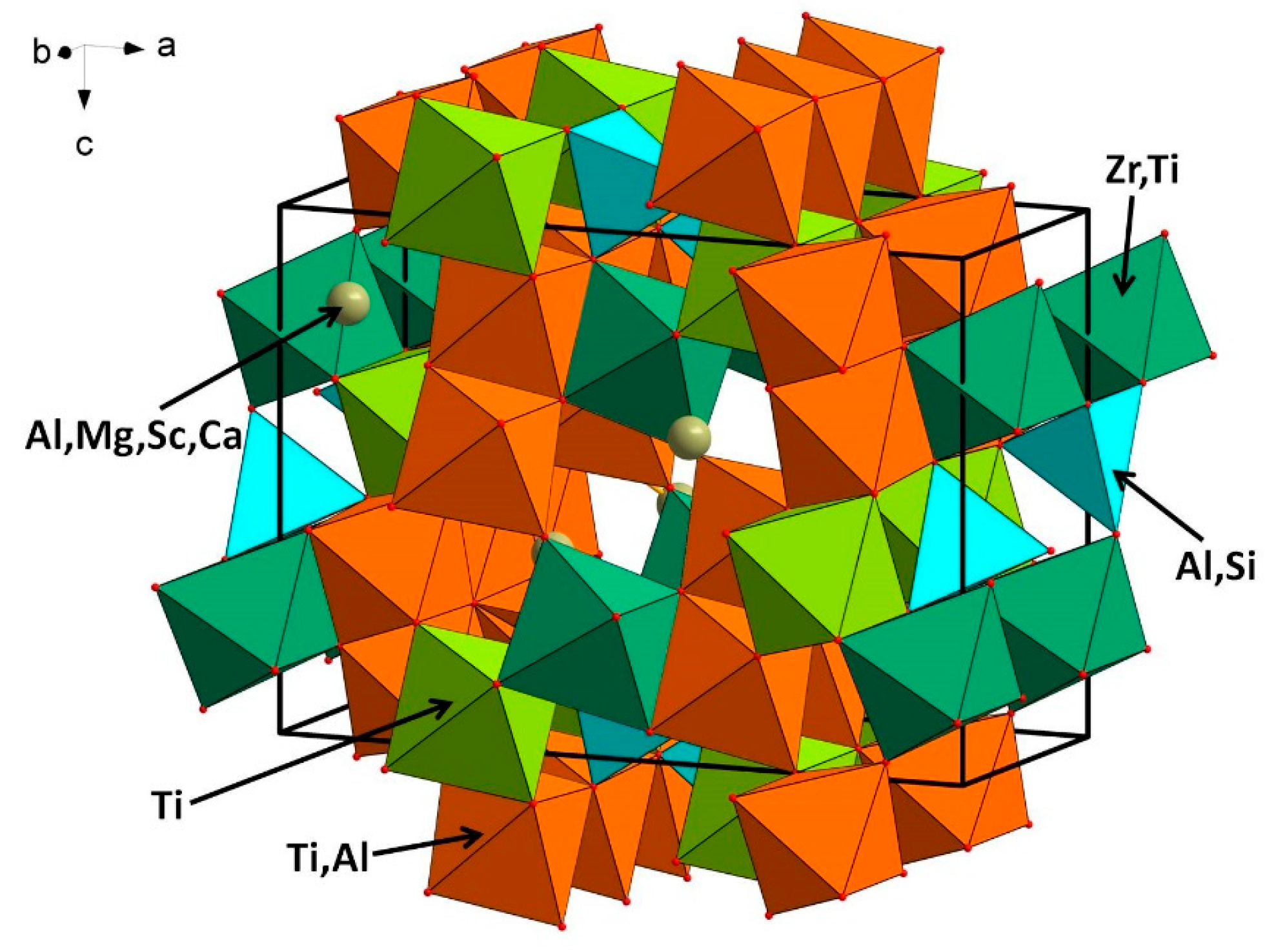
Krystalická struktura karmeltazitu

Karmeltazit je velmi vzácně se vyskytující minerál s chemickým složením ZrAl2Ti4O11 čili zirkonium – hliník – titan – kyslík.
Krystalizuje v kosočtverečné krystalové soustavě, ale dosud byl nacházen prakticky výhradně ve formě mikroskopických černých krystalků velkých kolem 80 μm a uzavřených v korundu.

## Nález minerálu a původ názvu
Karmeltazit byl uznán samostatným minerálem ve 2018. roce, v roce 2019. byl zveřejněn jeho objev Mezinárodní mineralogickou asociací. Objevili jej geologové firmy Shefa Yamin během geologických vykopávek v Karmelských horách v Izraeli. Analýzu a první popis provedli William L. Griffin, Sarah EM Gain, Luca Bindi, Vered Toledo, Fernando Cámara, Martin Saunders a Suzanne Y. O'Reilly.
Minerál je pojmenován podle Karmelských hor a podle chemického složení: T (Titan), A (Aluminium/Hliník) a Z (Zirkonium).
Nález a zvolený název byly v roce 2018 předloženy ke zkoumání Mezinárodní mineralogické asociaci (IMA) (interní jednací číslo IMA: 2018-103), která ho uznala za samostatný typ minerálu.
Holotyp minerálu je uložen v mineralogické sbírce Musea di Storia Naturale ve Florencii pod katalogovým číslem 3293 / I.

## Použití
Tento velmi vzácný minerál prodává společnost Shefa Yamin pod chráněným názvem Carmel Sapphire. Největší dosud nalezený kus má 33,3 karátů.
Na rozdíl od toho, co tvrdí některá média, Karmeltazit není pravděpodobně tvrdší než diamant. Teoretická hustota (počítaná z krystalové struktury) je 4,12 g/cm3 a je tedy vyšší než hustota diamantu (3,52 g/cm3). To však nevede k vyšší tvrdosti, která dosud nebyla pro karmelitazit stanovena.